# Tjerk de Boer

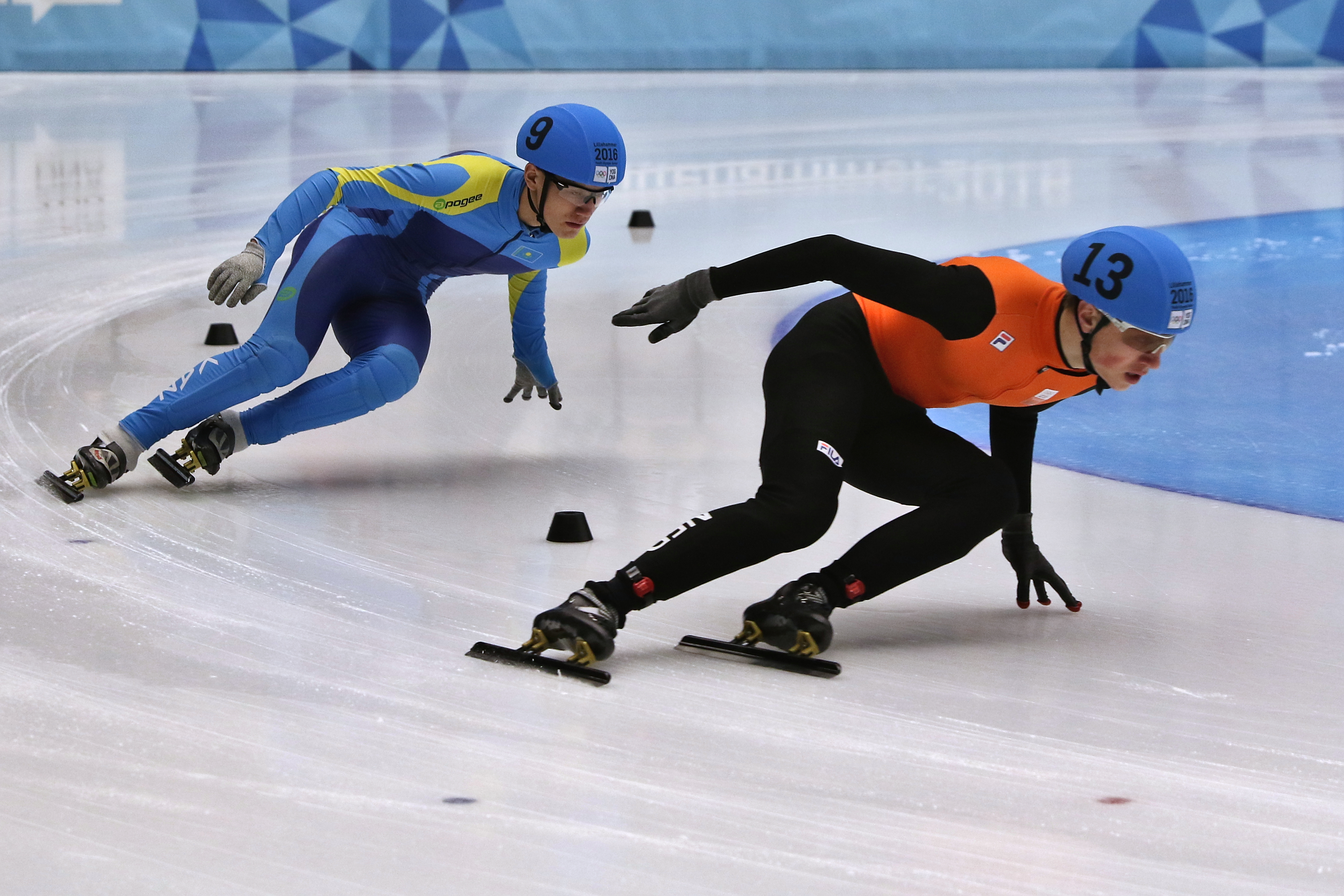
Tjerk de Boer als shorttracker op de Olympische Jeugdspelen 2016

Tjerk de Boer (7 maart 1999) is een Nederlands langebaanschaatser. Tot en met 2018 was hij ook actief als shorttracker.
De Boer werd in 2015 Europees kampioen shorttrack bij de junioren. Bij de Olympische Jeugdwinterspelen 2016 won hij zilver in het gemengde team. De Boer wist in 2016 ook op de langebaan te winnen; de Viking Race (een soort officieus EK junioren langebaan). Een shorttrack valpartij in Calgary zorgde voor een hernia waarna hij uiteindelijk definitief de overstap maakte naar het langebaanschaatsen en twee seizoen uitkwam voor Team easyJet. Hij sloot zich vanaf seizoen 2020/2021 aan bij Team IKO en ging vervolgens naar Team Albert Heijn Zaanlander van Jillert Anema.

## Persoonlijke records[1]
| Afstand      | Tijd     | Datum             | Baan       |
| ------------ | -------- | ----------------- | ---------- |
| 500 meter    | 36,17    | 26 september 2020 | Heerenveen |
| 1000 meter   | 1.10,34  | 22 februari 2020  | Heerenveen |
| 1500 meter   | 1.47,02  | 26 januari 2020   | Heerenveen |
| 1500 meter   | 3.48,31  | 19 januari 2019   | Heerenveen |
| 5000 meter   | 6.17,19  | 14 februari 2025  | Heerenveen |
| 10.000 meter | 13.02,12 | 10 november 2024  | Heerenveen |

## Resultaten
| Jaar | NK afstanden                       | NK allround            | WK Junioren             |
| ---- | ---------------------------------- | ---------------------- | ----------------------- |
| 2018 |                                    |                        | 9e (23e, 22e, 21e, 22e) |
| 2019 | 15e 1500m                          | 6e (4e, 8e, 5e, 7e)    |                         |
| 2020 | 14e 1000m                          | 8e · (, 13e, 4e, 8e)   |                         |
| 2021 | 15e 1000m 13e 1500m                | NC13 · (, 19e, 11e, -) |                         |
| 2022 | 11e 1000m 14e 1500m 28e massastart | 5e · (, 11e, , 6e)     |                         |
| 2023 |                                    | NC9 · (, 15e, 9e, -)   |                         |
|      |                                    |                        |                         |
| 2025 | 5e 5000m 6e 10000m                 |                        |                         |

(#, #, #, #) = afstandspositie op juniorentoernooi (500m, 1500m, 1000m, 5000m) of op allroundtoernooi (500m, 5000m, 1500m, 10000m).
NC13 = niet gekwalificeerd voor de laatste afstand, maar wel als 13e geklasseerd in de eindrangschikking
Team Albert Heijn Zaanlander
Jorrit Bergsma · Tjerk de Boer · Merel Conijn · Elisa Dul · Daan Gelling · Marijke Groenewoud · Jordy Harink · Sjoerd den Hertog · Kevin van der Horst · Bente Kerkhoff · Irene Schouten · Wisse Slendebroek · Jordan Stolz · Maaike Verweij ·  Melissa Wijfje
Coach: Jillert Anema · Arjan Samplonius